# Bienkok
Bienkok est un village de la Région du Littoral du Cameroun, situé dans la commune de Dibamba. Situé à 25 km d'Edéa, on y accède sur la route qui lie Edéa à Kopongo puis en allant vers Ngambe.

## Population et développement
En 1964, Bienkok comptait 28 habitants, principalement des Bassa. La population de Bienkok était de 61 habitants dont 33 hommes et 28 femmes, lors du recensement de 2005.  